# Alexander Woollcott
Alexander Humphreys Woollcott (19. ledna 1887 Phalanx, poblíž Red Bank, New Jersey – 23. ledna 1943 New York) byl americký spisovatel, novinář a literární kritik.

## Život
Alexander Woollcott vyrůstal v chudých poměrech. S podporou rodinného přítele Dr. Alexander Humphreys (po kterém je pojmenován) studoval na Hamilton College v Clintonu v New Yorku, kde získal titul BA v oboru anglická literatura. Pracoval jako novinář pro The New York Times až do vypuknutí první světové války. V roce 1916 se dobrovolně přihlásil do armády a přišel s U.S. armádního 18. ženijního železničního pluku do Francie.
V Paříži pracoval Woollcott v osmistránkových vojenských novinách Stars and Stripes. Během velmi krátké doby se seznámil s novináři Haroldem Rossem, Cyrusem Baldridgem, Franklinem Piercem Adamsem a Jane Grantovou.
Ve dvacátých letech 20. století v New Yorku byl častým hostem v literárním kruhu hotelu Algonquin, zvaném Algonquin Round Table, volné skupině novinářů, spisovatelů a herců. K jádru umělců, kteří tam v té době stolovali, patřili Dorothy Parkerová, Robert Benchley, Robert E. Sherwood, Heywood Broun, Marc Connelly, Alice Duer Miller, Harpo Marx, Jascha Heifetz, Janet Flanner, Solita Solano, Ruth Hale, George S Kaufman, Harold Ross, Neysa McMein, Franklin Pierce Adams, Edna Ferberová, Irving Berlin a Bernard Baruch.
Zároveň se Woollcott dostal do vlastní rubriky (Shouts & Murmurs) v týdeníku The New York Times, ve kterém referoval o společenském a kulturním životě ve městě. Přes své přátelství s britským novinářem Walterem Durantym a sovětským ministrem zahraničí Maximem Maximovičem Litvinovem cestoval Woollcott ve 30. letech 20. století do Sovětského svazu. Woollcott ve svém rozhlasovém vysílání komentoval cestu Sovětského svazu prostalinským způsobem, nepopíral brutalitu režimu, ale vysvětloval a ospravedlňoval ji z historické a ekonomické reality Ruska. Během rozhlasového vysílání utrpěl Alexander Woolcott mrtvici, na kterou zemřel.